# Guillaume Gouffier Valente
Pour les articles homonymes, voir Valente.
Guillaume Gouffier Valente, aussi connu sous le nom Guillaume Gouffier-Cha, né le 1er février 1986 à Beauvais (Oise), est un homme politique français.
Membre du Parti socialiste puis de La République en marche (devenu Renaissance en 2022), il est député de la 6e circonscription du Val-de-Marne depuis 2017.

## Biographie

### Carrière professionnelle
Diplômé d'une licence de droit de l’université Paris-XII-Est-Créteil-Val-de-Marne et d’un master en stratégie et décision publique et politique à l’ISMaPP, Guillaume Gouffier Valente a tout d'abord travaillé sur les questions de démocratie participative puis en tant qu’assistant ressources humaines au sein d’un groupe de nettoyage industriel. Il s'est ensuite essentiellement consacré à ses responsabilités d'élu local puis national.

### Engagement au Parti socialiste
Guillaume Gouffier Valente adhère au Parti socialiste en 2009 auprès de la section de Vincennes. Il est responsable du Mouvement des jeunes socialistes dans le Val-de-Marne de 2012 à fin 2013 et responsable de la section socialiste de Vincennes de 2014 à janvier 2017[réf. nécessaire].
Il est candidat suppléant aux élections départementales de 2011 et 2015, candidat aux élections municipales à Vincennes en 2014 sur la liste conduite par Pierre Serne « Vincennes en mieux » puis candidat aux élections régionales de 2015 sur la liste conduite par Claude Bartolone.
De septembre 2012 à juin 2016 Guillaume Gouffier Valente est collaborateur parlementaire du député socialiste et maire de la ville de Fresnes Jean-Jacques Bridey. Il se spécialise alors dans les questions de défense.
En 2016, il rejoint le cabinet du ministre de la Défense Jean-Yves Le Drian en qualité de conseiller technique chargé des relations avec le Parlement et les élus.
À la suite de la démission de Pierre Serne du conseil municipal de Vincennes, Guillaume Gouffier devient conseiller municipal de Vincennes en février 2017 et en démissionne lorsqu'il est élu député en juin 2017,

### Député du Val-de-Marne
Guillaume Gouffier Valente rejoint La République en marche et est investi candidat à l'élection législative de juin 2017 dans la sixième circonscription du Val-de-Marne, qui regroupe les villes de Fontenay-sous-Bois, Saint-Mandé et Vincennes. Il est élu avec 40,03 % des voix au premier tour et 59,22 % au deuxième tour. 
Il est nommé trésorier du groupe de la majorité présidentielle, avec l’élue de Seine-et-Marne Stéphanie Do.
Guillaume Gouffier Valente est réélu député de la sixième circonscription du Val-de-Marne le 19 juin 2022 avec 54,4% des voix au deuxième tour des législatives.
Il fait partie des rares députés de l’aile gauche de la macronie encore présents à l’Assemblée nationale après les élections législatives de 2024,.
- Activité législative

En 2018, il est rapporteur pour avis de la Délégation aux droits des femmes sur la réforme du divorce dans le cadre de la modernisation de la justice. Il produit également un rapport parlementaire sur la fiscalité des pensions alimentaires[source insuffisante].
En septembre 2019, Guillaume Gouffier Valente a coordonné le Grenelle des violences conjugales à l’Assemblée nationale, et est co-auteur avec la députée Bérangère Couillard de la proposition de loi visant à protéger les victimes de violences conjugales[source insuffisante].
Il est nommé rapporteur général de la réforme des retraites en janvier 2020,,. 94 Citoyens relève alors qu'il défendait déjà la mise en place d'un système de retraite universel lorsqu’il était au PS. L’objectif de cette réforme était de faire converger la quarantaine de régimes de retraite existants en un système universel et d’instaurer un régime par points. Du fait de la pandémie de la Covid-19, cette réforme est ajournée après son adoption en première lecture à l’Assemblée nationale[source insuffisante].
À partir de janvier 2021, il est responsable de texte pour La République en Marche sur plusieurs projets relatifs à la gestion de la crise sanitaire,,,.
Il devient en septembre 2021, coordinateur des députés La République en Marche à la commission des Lois constitutionnelles, de la Législation et de l’Administration générale de la République.
En 2021, il porte avec Pacôme Rupin une proposition de loi de transformation de la métropole du Grand Paris en un pôle métropolitain et de ses établissements publics territoriaux en établissements publics de coopération intercommunale. Il plaide également pour la nomination au gouvernement d'un haut-commissaire au Grand Paris.
Fin 2021, le gouvernement lui confie une mission parlementaire sur la filière du vélo en France, dont il présente les conclusions en février 2022,. BFM TV indique que « ce vélotaffeur soutient de longue date que c'est une question de souveraineté industrielle, un enjeu stratégique de mobilité et de développement industriel dans les territoires ».